# Teddy Schwarzman
Edward Frank „Teddy“ Schwarzman (* 29. Mai 1979 in New York City) ist ein US-amerikanischer Filmproduzent.

## Leben
Teddy Schwarzman ist der Sohn des Investmentbankers Stephen A. Schwarzman und Ellen Philips Katz. Er studierte an der University of Pennsylvania, wo er mit einem Bachelor of Arts in Anglistik abschloss. Anschließend erwarb er einen Juris Doctor an der Duke University School of Law. Er arbeitete anschließend als Finanzanalyst für die Citigroup Corporate & Investment Bank und als Unternehmensanwalt für Skadden, Arps, Slate, Meagher & Flom LLP. Von dort wechselte er ins Filmgeschäft und arbeitete als Produzent bei Cinetic Media in New York.
Er gründete später zusammen mit Ben Stillman Black Bear Pictures, als deren Präsident und CEO er fungiert. Als Teil von Black Bear Productions war er für die Finanzierung von Um jeden Preis – At Any Price (2012), Broken City (2013), Scheidungsschaden inklusive (2013) und All Is Lost (2013) verantwortlich. Der von ihm mitproduzierte Film The Imitation Game – Ein streng geheimes Leben (2014) wurde 2015 für den Oscar für den besten Film nominiert.

## Filmografie
- 2012: Um jeden Preis – At Any Price (At Any Price)
- 2013: Broken City
- 2013: Scheidungsschaden inklusive (A.C.O.D.)
- 2013: All Is Lost
- 2014: The Imitation Game – Ein streng geheimes Leben (The Imitation Game)
- 2016: Gold – Gier hat eine neue Farbe (Gold)
- 2017: Suburbicon
- 2019: Light of My Life
- 2019: The Friend
- 2020: Tod im Strandhaus (The Rental)
- 2020: I Care a Lot
- 2023: Nyad
- 2023: Dumb Money – Schnelles Geld (Dumb Money)
- 2023: Das Erwachen der Jägerin (The Marsh King’s Daughter)
- 2024: Immaculate
- 2024: The Negotiator (Relay)
- 2025: Train Dreams
- 2025: The Rivals of Amziah King